# Monte Pellegrino
Il monte Pellegrino è un rilievo montuoso italiano situato a Palermo, capoluogo della Sicilia. La sua altezza massima è 606 m s.l.m. ed è un promontorio calcareo che si protende nel mar Tirreno a chiudere l'estremità settentrionale del golfo di Palermo. Il versante nord-occidentale circoscrive il confine sud-est della baia di Mondello, mentre ai suoi piedi sorge il quartiere Montepellegrino. Nel XVIII secolo è stato definito «il promontorio più bello del mondo» da Johann Wolfgang von Goethe, all'interno del saggio Viaggio in Italia.
Per la ricchezza di reperti fossili, che comprendono i resti di faune e vertebrati ad oggi ritenuti i più antichi nella regione, di testimonianze storiche - tra cui gli esempi di arte preistorica rinvenuti nella grotta dell'Addaura - e dell'interesse archeo-botanico legato ai neo-endemismi, il monte viene individuato come sito di interesse comunitario, elevato a zona speciale di conservazione dalla Direttiva Habitat. Dal 1996 ospita l'omonima riserva naturale orientata, istituita al fine di preservare la lunga serie di peculiarità che comprendono l'aspetto naturalistico, geologico, paesaggistico, archeologico, monumentale e storico-militare. Al promontorio è connesso anche un interesse faunistico, che riguarda le varie specie di rapaci che popolano le falesie e la conservazione degli emitteri acquatici, questi ultimi oggetto di un'importante ricerca zoologica, avviata negli anni Cinquanta da George Evelyn Hutchinson per conto dell'Università di Yale, con cui è stato possibile dimostrare che, in particolari condizioni ambientali, due o più specie possono coesistere.

## Toponimo
L'origine etimologica è stata oggetto di numerose indagini, tra cui si ricordano quelle riportate nelle Memorie storiche (1750) del Marchese di Villabianca, nel Lexicon topografico Siculum (1757) dello storico Vito Amico e nella Topografica di Palermo (1818) dell'Abate Scinà. Gli studiosi concordano nell'identificare il monte Heirkte (Εἱρκτή), descritto da Polibio durante la narrazione delle guerre puniche, con il Monte Pellegrino: 
Epierkta, in lingua greca, significa "sul castello, luogo chiuso o munito, dal quale si possono tenere lontani i nemici" (Cluverio). I greci lo chiamarono Heirkte per via delle pareti rocciose particolarmente ripide. Ai romani, giunti successivamente a Palermo, questo monte fu avverso e inaccessibile: il nome fu così convertito da Heirkte a Peregrinus, ovvero straniero ("peregrinus", nel latino classico, indicava lo straniero): la permanenza dei cartaginesi sul monte, infatti, si protrasse per ben tre anni, senza che le truppe romane riuscissero ad avere la meglio.
Muhammad al-Idrisi, che descrisse l'Italia nel Libro del re Ruggero (1154), evidenzia: 
La parola Bulqrin risulta essere l'alterazione di Peregrinus nella quale, come era consuetudine araba, alla "P" veniva sostituita la "B" e alla "G" la "Q".

## Geografia

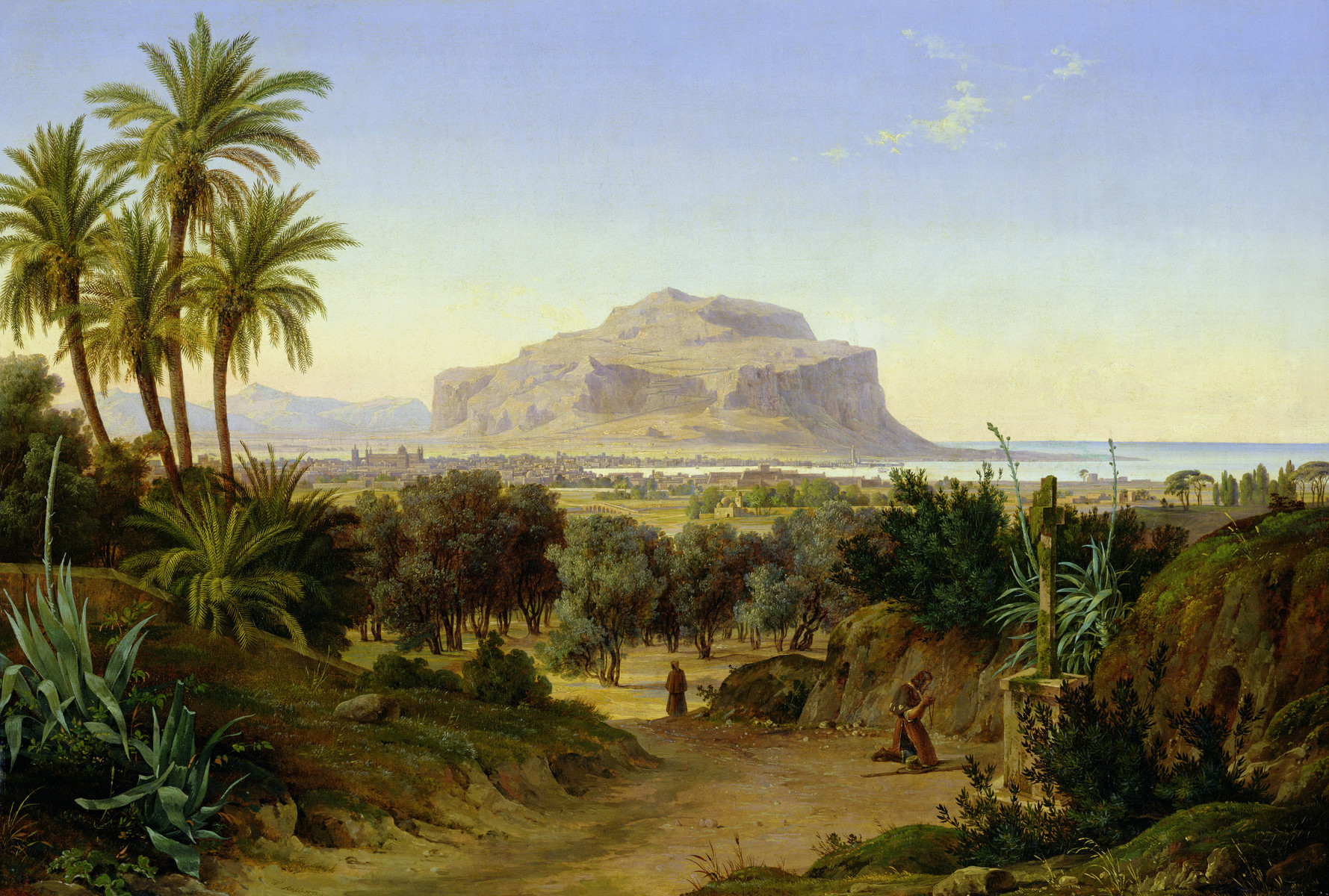
Monte Pellegrino sullo sfondo di un dipinto del 1831

Il Monte Pellegrino è un gruppo montuoso isolato, proteso sul mar Tirreno meridionale, che domina da settentrione il golfo di Palermo e chiude a sud il golfo di Mondello. Con un'altezza di 606 m s.l.m. appare visibile da qualsiasi punto della piana su cui sorge la città, risultandone per tale motivo uno dei simboli più raffigurati. Per la maggior parte del suo perimetro è delimitato da ripide pareti rocciose, che assumono la massima altezza sul versante prospiciente il mare e che risultano costellate da grotte e fratture, alcune delle quali utilizzate dall'uomo come riparo naturale già in epoca preistorica. Le grotte a prevalente sviluppo orizzontale hanno in genere ingressi da zero a cento metri di quota e la loro origine ed evoluzione è legata all'azione carsica e alle variazioni relative del livello del mare, mentre le grotte a prevalente sviluppo verticale si aprono sull’altopiano e hanno origine tettonica, disposte lungo grandi faglie o spaccature della massa rocciosa provocate dai movimenti crostali. Nel Catasto Speleologico Italiano della Provincia di Palermo sono state censite 134 tra grotte, groticcine, zubbie e abissi.
Presenta un assetto geomorfologico irregolare e un'orografia estremamente movimentata, ricca di pianori praticabili caratterizzati da fenomeni di carsismo, per cui le acque non scorrono in superficie ma filtrano in numerosissimi anfratti per poi riapparire come sorgenti.
Le poche incisioni vallive sono ripide e strette, chiuse ai lati da pareti molto acclivi e rupi. Prima della realizzazione delle due strade rotabili - via Bonanno e via Ercta, edificate rispettivamente nel 1924 e nel 1952 - che sono state aperte incidendo le pareti rocciose meno scoscese, la salita verso la vetta era possibile dalla Valle del Porco, utilizzata presumibilmente dai cartaginesi nel 274 a.C. e dove l'archeologo Bonacasa ha individuato iscrizioni del VII secolo a.C.; e dalla Scala Vecchia, costruita tra il 1674 e il 1725, percorsa dai pellegrini e penitenti per recarsi al santuario di Santa Rosalia.
Dalla base verso la parte sommitale, articolata in varie cime e speroni, si individuano tre fasce con differente acclività. Le principali cime sono le seguenti:
- Pizzo Volo dell'Aquila (387 m)
- Pizzo Grattarola (276 m)
- Primo Pizzo o Pizzo Castello (344 m)
- Roccia dello Schiavo (307 m)
- Croce di San Pantaleo (359 m)
- Pizzo Rufuliata (476 m)
- Pizzo Gorgo Rosso (451 m)
- Cozzo della Mandra (427 m)

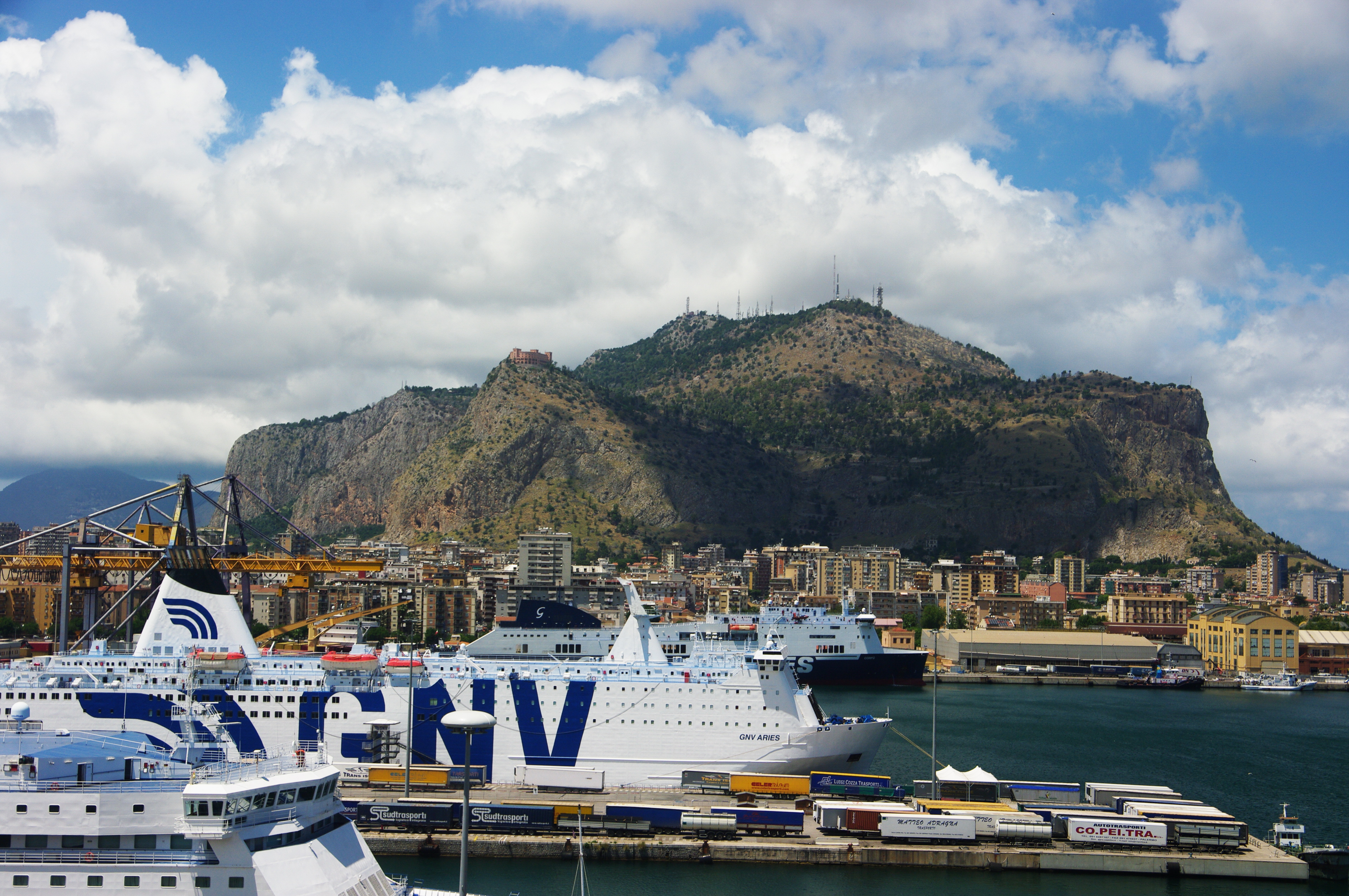
Monte Pellegrino visto dal Porto di Palermo

Sul versante meridionale si innalzano quasi simmetricamente, ad est e ad ovest, le cime di Pizzo Volo dell'Aquila e il Primo Pizzo, separati dalla depressione morfologica dove sorge la Scala Vecchia. Il versante orientale prospiciente il mare è quello su cui si affacciano le pareti rocciose più alte - 360 m di dislivello in corrispondenza della parete che sovrasta lo sperone isolato di Pizzo Monaco - delimitate da incisioni ripide, coincidenti con le faglie, in cui il detrito ha formato delle conoidi che risalgono fino a circa un terzo o anche alla metà del dislivello totale: è qui che si inerpica la "scaletta della Perciata", a nord della grotta dell'Addaura, che dall'antichità sino ad oggi consente l'accesso, non certo agevole, alla parte sommitale. Il connotato morfologico saliente del versante settentrionale, che si affaccia sul golfo di Mondello, è la presenza dell’affilata Cresta di Valdesi, ad est della quale si inerpica il sentiero della Vuletta Grande e la rampa sotto il Pizzo Rufuliata, su cui si snodano i tornanti della via Ercta. Il versante occidentale presenta anch’esso pareti scoscese, verticali o strapiombanti che però coprono un dislivello minore rispetto a quelle sul versante opposto e hanno un planimetrico meno frastagliato, il che determina un accumulo di detrito di falda secondo una fascia piuttosto regolare.
Nell'antichità era ricco di vegetazione, composta prevalentemente da euforbie e olivastro. Tuttavia, la vicinanza con la città ha determinato nel corso dei secoli una perdita significativa dei compartimenti arborei, a causa dei diboscamenti legati all'uso del legno e alle necessità del pascolo: già nel XVI secolo, è documentato dallo storico Tommaso Fazello l'aspetto brullo assunto dal massiccio carbonatico, la cui vegetazione originaria era stata conservata solo nei punti inaccessibili. Alla fine del XIX secolo la borghesia palermitana ordinò l'infoltimento del monte, facendo piantare pini, cipressi ed eucalipti e dando origine ai boschi artificiali che oggi ne caratterizzano l'immagine.

### Geologia
Il massiccio montuoso risulta geologicamente omogeneo: è, infatti, costituito per la quasi totalità da rocce sedimentarie, con prevalenza di calcari, formate da carbonati di calcio e di magnesio negli ambienti di scogliera della Piattaforma Carbonatica Panormide, durante il Mesozoico. Questi depositi sono ricchi di testimonianze fossili, tra cui abbondano in particolare resti di rudiste, specie di molluschi bivalvi dalla caratteristica conchiglia. Si ritiene che, similmente agli attuali coralli, esse creassero delle vere e proprie biocostruzioni negli ambienti in cui erano distribuite. Vissuti esclusivamente nei mari caldi del Cretacico, tali molluschi contribuirono con i loro accumuli alla formazione di cospicui depositi, i cosiddetti “Calcari a Rudiste”: per tale motivo vengono considerate ottimi fossili guida per le datazioni del terzo periodo geologico del Mesozoico.

### Clima
Data la disposizione geografica dei rilievi, sulla base della classificazione di Rivas Martínez, il versante settentrionale rientra nel termotipo termo-mediterraneo superiore, poiché esposto all’influenza diretta delle correnti umide provenienti dal Tirreno e a periodi d’ombreggiamento maggiore durante l’arco della giornata. Il versante meridionale risulta invece caratterizzato da termotipi e da ombrotipi che vanno dal secco superiore al sub-umido inferiore. Dal punto di vista bioclimatico, il Monte Pellegrino ricade nella fascia a bioclima termo-mediterraneo inferiore con ombrotipo secco superiore, con temperatura media annua pari a 18 °C e una piovosità di 629 mm.

## Storia

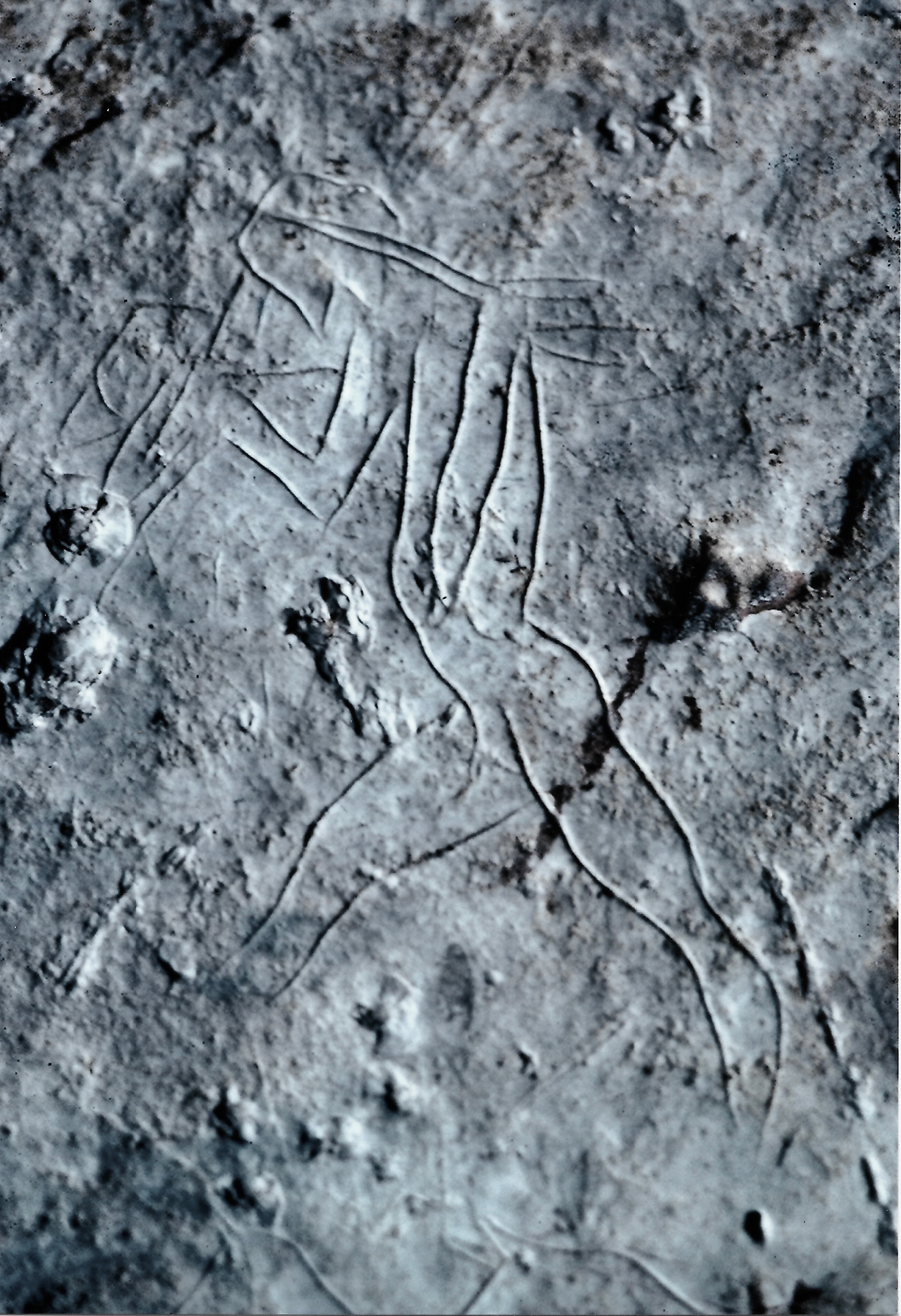
Raffigurazione preistorica nella grotta dell'Addaura

La vita umana ha interessato il Monte Pellegrino fin dal Paleolitico superiore, quando le caverne del promontorio vennero colonizzate dalle prime tribù preistoriche ad affacciarsi sulla Conca d'Oro: alcune cavità vennero utilizzate come rifugio, mentre altre, come suggerito dalle incisioni rupestri e dalle inumazioni ritrovate al loro interno, funsero da luogo di sepoltura e di sacrificio sciamanico.
Durante i secoli di dominazione fenicia, il monte venne utilizzato per venerare Tanit, la dea della fertilità. I resti dell'edicola dedicata a tale culto si trovano in una grotta attraversata da una falda acquifera, scelta con molta probabilità in ragione del carattere sacro attribuito dai pagani al simbolo dell'acqua: la stessa grotta verrà utilizzata per funzioni religiose anche dai bizantini, per poi divenire il principale luogo di culto legato alla santa patrona della città.
Con lo scoppiare della prima guerra punica, sotto l'egemonia di Cartagine, le proprietà fisiche del massiccio carbonatico vennero sfruttate sul piano strategico-militare dal generale Amilcare Barca, che nel 247 a.C. sbarcò nella costa settentrionale della Sicilia - nel golfo di Mondello secondo la tesi più accreditata, sebbene alcuni ricercatori ipotizzino che il punto di arrivo coincida con l'odierna Acquasanta - per conquistare quello che lo storico Polibio menziona con il nome di Ercte o Eircte, attribuito dai greci all'attuale Monte Pellegrino e riferito proprio alle pareti rocciose particolarmente ripide, che lo resero una fortezza naturale per l'accampamento cartaginese: la mole calcarea del promontorio, la sua scarsa accessibilità e la presenza di numerosi antri da cui poter tendere delle imboscate, permisero alle truppe di Amilcare di resistere per tre anni ai romani che occupavano Panormus. A questi ultimi il monte risultò inespugnabile e per tale ragione lo rinominarono Peregrinus, tradotto dal latino in "ostile". Si ritiene che, dopo essere sbarcati sull'isola, i guerrieri punici abbiano scalato il rilievo attraverso la Valle del Porco, considerata una delle poche vie accessibili, e che dopo l'insediamento sulla vetta abbiano impiegato delle strutture difensive per controllare il perimetro. Le fondamenta di due torri, numerosi frammenti ceramici, monete, crolli di pietre e laterizi, documentano un'occupazione dell'area distinta in due fasi: una prima inquadrabile fra la fine del IV e la prima metà del III secolo a.C., a cui è seguito un abbandono di durata non definibile; e una seconda e più stabile fase che va dal III secolo a.C., coincidente con l'occupazione di Amilcare Barca, fino alla tarda età imperiale romana. L'esercito romano riuscì a fare breccia nel monte grazie alla strategia di Pirro, re d'Epiro, che nel 277 a.C. coordinò l'attacco decisivo contro la guardia cartaginese servendosi degli ingressi naturali situati nell'attuale Parco della Favorita e a Mondello. Il generale punico e i suoi uomini furono costretti alla ritirata e si trasferirono sul Monte Erice, dove iniziarono progressivamente a perdere posizione rispetto alle forze di Roma.
Nel corso dei secoli, il Monte Pellegrino continuò ad essere considerato un luogo dal forte significato spirituale. Nella fase di dominazione romana  era credenza diffusa che fosse legato a Saturno, a cui era attribuita la fondazione di un "castello di Cronio" alle pendici del rilievo. Le pratiche cultuali proseguirono anche dopo la fine del periodo pagano, nel segno della nuova religione cristiana. A partire dal V secolo divenne meta di decine di eremiti, che scelsero questo luogo isolato come ritiro spirituale. In epoca medievale si riteneva che la montagna di Palermo conservasse un significato sacro e fosse un luogo propizio per l'illuminazione divina, credenza che contribuì ad ampliare la portata del fenomeno dell'eremitaggio sul promontorio. Nel 1162, questo venne scelto da Rosalia Sinibaldi come luogo in cui vivere la propria solitudine in preghiera e nel 1164 vennero rinvenute le sue ossa all'interno della grotta in cui si era ritirata, la stessa che, in tempi passati, era stata utilizzata dai fenici e dalle prime comunità cristiane come sacrario: secondo la tradizione cattolica, le reliquie furono portate in processione per le vie cittadine e ciò permise di fermare la piaga della peste che in quegli anni infestava il capoluogo siciliano. Per tale motivo, la giovane venne dichiarata santa, nonché protettrice della città, mentre la grotta del suo ritiro fu ribattezzata "Grotta di Santa Rosalia" ed è divenuta da quel momento il più importante luogo di culto per i fedeli cristiani di Palermo, ancora oggi meta di pellegrinaggi.
Nel Settecento le pendici del Monte Pellegrino erano diventate confine delle lussuose ville suburbane possedute dalla classe aristocratica. Alla fine del secolo il re Ferdinando IV di Borbone, trasferitosi a Palermo da Napoli, ottenne in dono un'estesa porzione di terreno dalle famiglie nobili della città. Ciò portò alla creazione di una vasta tenuta di caccia che prese il nome di Real Tenuta della Favorita.

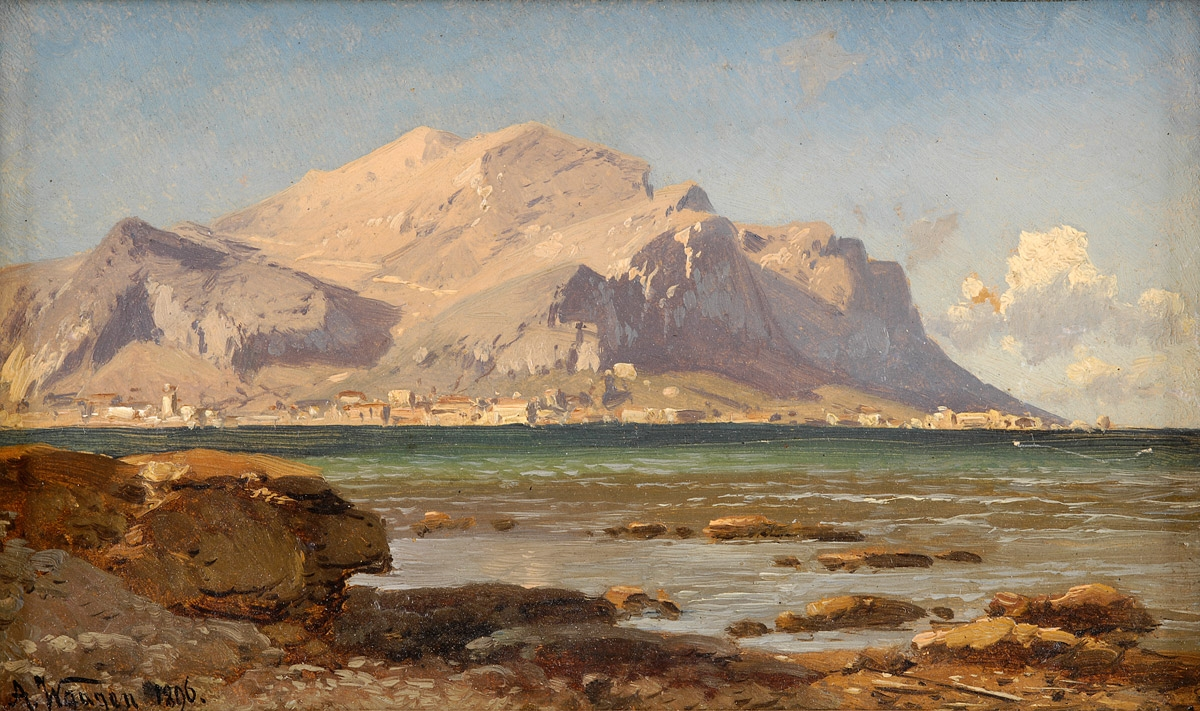
Il profilo spoglio di Monte Pellegrino in un dipinto del 1896

Alla fine dell'Ottocento la nuova classe dominante, la borghesia urbana, sedotta dall'esempio delle grandi città del continente cerca di adeguare l'immagine del promontorio all'immagine che ha di sé avviando campagne di rimboschimento che però cercavano di ricreare un ambiente totalmente diverso da quello più consono della macchia mediterranea. Si comincia a cercare di sfruttare il monte a fini utili, nei progetti dell'architetto comunale Damiani Almeyda e quelli privati si propone la creazione di una stazione climatica d'élite per villeggianti stabili e ospiti stranieri alla ricerca della vicinanza del mare, del clima collinare, del belvedere e la vicinanza della città.
Durante la seconda guerra mondiale, il carattere di roccaforte naturale del promontorio tornò ad essere sfruttato in ottica bellica. L'esercito fascista rilevò che le correnti ascensionali impedivano ai bombardieri degli Alleati di mandare a segno gli attacchi su Monte Pellegrino, che alla luce di ciò fu scelto per installare il comando dell'antiaerea a partire dal 1940. Il Castello Utveggio fu adibito a base operativa e mantenne tale destinazione anche sotto il controllo delle forze tedesche, che alla luce dell'importanza strategica del promontorio decisero di aumentare ulteriormente le postazioni di artiglieria: oltre a proteggere l'antiaerea, tale luogo permetteva grazie alla sua posizione una migliore difesa del porto cittadino, continuo bersaglio della RAF. Nel 1943, dopo aver conquistato Palermo grazie al successo dell'operazione Husky, gli americani utilizzeranno il castello e la rete difensiva già esistente per far fronte ai raid della Luftwaffe, che si protrassero fino al 23 agosto dello stesso anno.
In epoca contemporanea, il monte ha subito due vasti incendi: il primo, avvenuto nel giugno del 2007, ha incenerito decine di alberi; il secondo e più disastroso, del 16 giugno 2016, è stato accertato essere di natura dolosa e ha devastato quasi la metà dell'area boschiva, arrivando a sfiorare anche il santuario e il castello. Nel settembre del 2021 l'amministrazione locale ha stanziato un piano per ripristinare 460 ettari di bosco sui 600 perduti.

## Luoghi d'interesse

### Riserva naturale orientata Monte Pellegrino
Istituita nel 1996, la riserva naturale orientata Monte Pellegrino è un'area naturale protetta.

### Grotta dell'Addaura
La grotta dell'Addaura è un complesso di cavità naturali in cui furono ritrovati reperti del paleolitico e del mesolitico: ossa umane, strumenti per la caccia e incisioni rupestri.

### Santuario di Santa Rosalia
Il santuario si trova in un anfratto di roccia quasi alla sommità del monte Pellegrino.

### Percorsi turistici
Gli accessi pedonali più utilizzati per raggiungere il piano sommitale di Monte Pellegrino sono tre.
Due di essi partono dal parco della Favorita: il sentiero della Rufuliata e quello della Valle del Porco.
Più a sud, da piazza Generale Cascino, parte invece il terzo percorso, la Scala Vecchia.
Il monte Pellegrino è una delle tappe dell'Itinerarium Rosaliae, percorso turistico, religioso e naturalistico di oltre 180 km che si estende tra sette riserve naturali tra l'agrigentino e il palermitano, percorribile a piedi, in bicicletta o a cavallo.

## Sport
Il monte è una località molto frequentata dagli sportivi palermitani.
Le due strade che portano alla vetta sono molto frequentate dai ciclisti amanti della salita e dagli avventurosi che praticano il downhill. Anche i trail runner diventano sempre più numerosi tra i suggestivi sentieri del monte: in marzo si svolge l'Ecotrail di Monte Pellegrino che raduna centinaia di podisti, camminatori e escursionisti. Inoltre non è raro vedere alpinisti che praticano l'arrampicata sulle sue pareti di roccia a strapiombo. In passato la carrabile veniva anche utilizzata per gare automobilistiche.
La Cronoscalata in Bicicletta denominata "La Montepellegrino" si svolge sulle salite che portano al santuario: la antica strada denominata "scala vecchia" è il percorso per le Mountain Bike e per le E-Bike, le biciclette da corsa salgono dalla Via Pietro Bonanno.

### Alpinismo
Il Monte Pellegrino è il centro d'arrampicata più importante della Sicilia contando centinaia di itinerari compresi i monotiri da arrampicata sportiva. Le pareti più importanti sono: la Roccia dello Schiavo, con la famosa via Diretta (220 m, V e VI); le pareti dell'Addaura ove vi sono le più importanti realizzazioni di Roby Manfré Scuderi, pioniere dell'arrampicata siciliana (Ombra silenziosa, VI+ e A3; Moby Dick, VI- ed altre), il settore Valdesi sul cui spigolo vi è una delle prime vie della Sicilia (la Via normale, IV).

## Curiosità
- Secondo una leggenda, in un tempo lontano una caverna del promontorio sarebbe stata abitata da un drago a due teste, che dopo aver divorato gran parte degli animali del monte iniziò a prendere d'assalto gli insediamenti umani vicini, divenendo il più grande timore dei loro abitanti. I saggi della città mandarono in spedizione gruppi di valorosi cavalieri per stanare e uccidere la creatura, ma nessuno di essi riuscì a sopravvivere allo scontro. I cittadini si arresero all'idea di non poter cacciare il mostro e iniziarono pertanto a foraggiarlo con grosse quantità di cibo al fine di evitare ulteriori massacri, fino a quando, non avendo più nulla da dargli, decisero di portargli in dono un bambino scelto a sorte tra i tanti. Prima che il sacrificio fosse compiuto, un santo pellegrino che si trovava di passaggio a Palermo riuscì ad affrontare e sconfiggere il drago, salvando così la vita del bambino. In seguito, il santo si ritirò nella grotta dove dimorava la creatura e lì trascorse il resto della sua vita[30][31].
- Un'altra antica leggenda vedeva il monte popolato da giganti nell'era antidiluviana: il mito, legato al ritrovamento di ossa di elefante nel promontorio in epoca medievale, accomuna anche il Monte Grifone nell'area sud-est di Palermo[32][33].